# الانتخابات العامة السنغافورية 2025
الانتخابات العامة السنغافورية لعام 2025 أُجريت يوم السبت، 3 مايو 2025، لانتخاب جميع الأعضاء الـ97 المنتخبين في برلمان سنغافورة ضمن 33 دائرة انتخابية. وكانت هذه الانتخابات هي التاسعة عشرة منذ أول انتخابات عامة عام 1948، والرابعة عشرة منذ الاستقلال في 1965.
لأول مرة منذ انتخابات عام 2001، لم يقد لي هسين لونغ حزب حزب العمل الشعبي الحاكم، حيث خلفه لورانس وونغ في منصب رئيس الوزراء في 15 مايو 2024 وتولى الأمانة العامة للحزب في 4 ديسمبر من العام نفسه. وقد فاز حزب العمل الشعبي بأغلبية ساحقة في كل انتخابات منذ الاستقلال.

## الخلفية
فاز حزب العمل الشعبي (PAP) بأغلبية المقاعد في الانتخابات العامة لعام 2020، والتي كانت أصعب انتخابات له منذ الاستقلال، رغم أنه فاز بجميع الدوائر الانتخابية ما عدا ثلاث (دائرتين تمثيل جماعي GRC ودائرة فردية واحدة SMC). واحتفظ الحزب بـدائرة الساحل الغربي بعد منافسة قوية مع حزب تقدم سنغافورة، حيث حقق أضيق هامش فوز بين جميع الدوائر الانتخابية؛ في حين كان أكبر هامش فوز للحزب في الدائرة المجاورة جورونغ.
فاز حزب العمال (سنغافورة) بالدائرة الجديدة سينغانغ GRC واحتفظ بـآلجونيد GRC وهوغانغ SMC. وكان نج تشي مينغ، الوزير في مكتب رئيس الوزراء والأمين العام لـالاتحاد الوطني لنقابات العمال (NTUC), والذي قاد فريق حزب العمل الشعبي في سينغانغ، من أبرز الخاسرين السياسيين في تلك الانتخابات.{{{1}}}
كان البرلمان الرابع عشر ثاني أطول دورة برلمانية في تاريخ سنغافورة، حيث استمر لمدة أربع سنوات وثمانية أشهر، ولم يسبقه في الطول إلا البرلمان الثامن؛ كما سجل أكبر عدد من الجلسات في دورة واحدة بعدد بلغ 162 جلسة، متجاوزًا الدورة السابقة التي عقدت 135 جلسة.

## النظام الانتخابي
وفقًا للمادة 65(4) من دستور جمهورية سنغافورة، تستمر الدورة البرلمانية لمدة أقصاها خمس سنوات من تاريخ أول جلسة لها، قبل أن تُحل تلقائيًا. ومع ذلك، يجوز لـرئيس الوزراء، بعد حصوله على تصويت بالثقة من أغلبية أعضاء البرلمان الحاضرين، أن يطلب من رئيس الجمهورية حل البرلمان في أي وقت.
يجب إجراء الانتخابات العامة خلال فترة لا تتجاوز ثلاثة أشهر من تاريخ الحل.
تُقسم الدوائر الانتخابية (التي يُشار إليها أيضًا باسم "المقاعد في البرلمان") إلى دوائر فردية (SMCs) ودوائر التمثيل الجماعي (GRCs). تُنتخب كل دائرة فردية نائبًا واحدًا باستخدام نظام الفوز للأكثر أصواتًا، بينما تُنتخب كل دائرة تمثيل جماعي أربعة أو خمسة نواب عن طريق التصويت الحزبي الجماعي.
ويُشترط أن يكون على الأقل أحد المرشحين في الدائرة الجماعية من الماليين أو الهنود أو الأقليات الأخرى في سنغافورة. كما يجب أن يكون جميع المرشحين في فريق واحد ضمن الدائرة الجماعية منتمين إلى نفس الحزب السياسي، أو أن يكونوا مجموعة من المرشحين المستقلين.
يبلغ سن التصويت في سنغافورة 21 عامًا. وتشرف على تنظيم الانتخابات إدارة الانتخابات (ELD)، وهي هيئة تابعة لـمكتب رئيس الوزراء.
وقد تم تعيين ضابط الإعادة في هذه الانتخابات، هان كوك جوان، المدير العام لـهيئة الطيران المدني في سنغافورة (CAAS).

### الأحزاب السياسية
يُظهر الجدول أدناه الأحزاب السياسية التي تم انتخابها أو ترشيحها في البرلمان بعد الانتخابات العامة لعام 2020:
| الاسم | الاسم                   | القائد        | الأيديولوجيا                | نسبة الأصوات (%) | المقاعد            | المقاعد     | المقاعد  | الوضع                          |
| الاسم | الاسم                   | القائد        | الأيديولوجيا                | نسبة الأصوات (%) | الانتخابات السابقة | غير منتخبين | عند الحل | الوضع                          |
| ----- | ----------------------- | ------------- | --------------------------- | ---------------- | ------------------ | ----------- | -------- | ------------------------------ |
|       | حزب العمل الشعبي (PAP)  | لورانس وونغ   | المحافظة قومية مدنية        | 61٫23%           | 83 / 93            | حكومة       | 79 / 93  | الحزب الحاكم                   |
|       | حزب العمال (WP)         | بريتام سينغ   | ديمقراطية اجتماعية برلمانية | 11٫22%           | 10 / 93            | 0 / 2       | 8 / 93   | معارضة                         |
|       | حزب تقدم سنغافورة (PSP) | تان تشينغ بوك | تقدمية ليبرالية اجتماعية    | 10٫18%           | 0 / 93             | 2 / 2       | 2 / 93   | معارضة (فقط أعضاء غير منتخبين) |
|       | شاغر                    | —             | —                           | —                | —                  | —           | 6 / 93   | —                              |

#### التشكيلة السابقة للانتخابات
بموجب الدستور السنغافوري، تضمن المعارضة عددًا معينًا من المقاعد البرلمانية، والتي قد تتكون من نواب منتخبين من أحزاب المعارضة أو من مرشحين خاسرين في الانتخابات يمثلون أفضل أداء للأحزاب المعارضة الخاسرة، ويُعرفون بشكل جماعي باسم الأعضاء غير المنتخبين في البرلمان (NCMP). وقد نص التعديل الدستوري لعام 2016 على حد أدنى قدره 12 مقعدًا.
تكوّنت المعارضة حينها من عشرة مقاعد منتخبة جميعها لحزب العمال، بالإضافة إلى مقعدين غير منتخبين من حزب تقدم سنغافورة (PSP).

### تكهنات حول مواعيد محتملة للانتخابات
في 8 مارس 2024، أعلنت إدارة الانتخابات (ELD) أنه تم تعيين 50,000 موظف حكومي كمسؤولين عن إدارة العملية الانتخابية.
بعد أن أصبح لورانس وونغ رئيسًا للوزراء في مايو 2024، توقعت صحيفة South China Morning Post إمكانية إجراء الانتخابات في أقرب وقت ممكن خلال سبتمبر، خاصة أن الانتخابات كانت تُعقد تقليديًا خلال عطلات المدارس في مارس وسبتمبر.
كان غوه تشوك تونغ قد أجرى أول انتخابات عامة له في أغسطس 1991، بعد عشرة أشهر من توليه المنصب في نوفمبر 1990؛ أما خلفه لي هسين لونغ فقد أجرى أول انتخابات له في مايو 2006، بعد عامين من توليه المنصب في أغسطس 2004.
مع ذلك، اعتبر "يوجين تان"، الأستاذ المساعد في جامعة سنغافورة للإدارة، أن إجراء انتخابات في سبتمبر سيكون "متسرعًا" بالنسبة لوونغ لتثبيت تفويضه، مرجحًا أن تُعقد الانتخابات بعد إعلان ميزانية 2025.
كما أن إجراء الانتخابات في عام 2025 سيتزامن مع احتفالات اليوم الوطني السنغافوري بمناسبة الذكرى الستين لتأسيس الدولة (SG60).
بعد إعلان لي هسين لونغ في أبريل 2024 عن نيّته التنحي عن منصب رئيس الوزراء في مايو، توقعت قناة الأخبار الآسيوية (CNA) أن تُجرى الانتخابات العامة في نهاية ذلك العام.
لكن خليفته لورانس وونغ صرّح في نوفمبر أن لجنة مراجعة الحدود الانتخابية (EBRC) لم تُشكّل بعد.
وبعد تشكيل لجنة مراجعة الحدود في يناير 2025، توقّع محللون سياسيون أُجريت معهم مقابلات عبر صحيفة The Straits Times أن تُجرى الانتخابات في أقرب وقت خلال شهري أبريل أو مايو، وذلك بعد إقرار ميزانية 2025. واستُبعد شهر يوليو باعتباره قريبًا جدًا من احتفالات اليوم الوطني السنغافوري الستين (SG60).

## روابط خارجية
- تغطية صحيفة ستريتس تايمز لانتخابات 2025
- تغطية CNA لانتخابات 2025